# 加戸守行
加戸 守行（かと もりゆき、1934年（昭和9年）9月18日 - 2020年（令和2年）3月21日）は、日本の政治家。元愛媛県知事（第14 - 16代）、元文部官僚、「美しい日本の憲法をつくる愛媛県民の会」実行委員長、日本会議愛媛県本部相談役。

## 経歴

### 知事就任前
関東州大連市に生まれる。愛媛県立八幡浜高等学校、東京大学法学部を1957年に卒業し、文部省（現：文部科学省）に入省。
その後、1970年7月から1974年6月まで文化庁著作権課長として著作権法施行令及び同法施行規則を立案、ベルヌ・万国両条約パリ改正会議など著作権関係国際会議に8回出席している。1983年6月、文化庁文化部長。1983年10月、文化庁次長として著作権法一部改正など5本の法案を担当・成立させた。現行の著作権法の草稿執筆者としても知られる。1988年に同省の大臣官房長に就任。1989年4月12日、西岡武夫文部大臣の下、阿部充夫事務次官を残して、省内主流の加戸・吉村澄一初等中等教育局長・斎藤諦淳生涯学習局長らがリクルート事件に連座して辞職。その後日本芸術文化振興会理事長、日本音楽著作権協会（JASRAC）理事長（1995年11月-1998年11月）などを歴任。

### 知事就任後
1999年1月3日に行われた愛媛県知事選に出馬。自民党・社民党・自由党・えひめ民社協会・民主愛媛・連合愛媛会長の推薦、公明支持を受けた。自民党の越智伊平衆議院議員や一部自民党県議が支持する現職の伊賀貞雪知事などを破り、初当選。2010年まで3期12年務めた。全国の都道府県知事で唯一の文部省出身であった。2008年には社会保障国民会議委員を兼務。
2010年5月26日に任期満了前の引退の意向を示し、同年9月14日の県議会で任期満了前に退任することを正式に表明した。任期を2ヶ月残して退任することは「正月明けの選挙を避け、来年度予算や人事を新知事に委ねるため」としていた。2010年11月30日に退任。退任会見では、12年間で氏だからこそできた施策として愛媛県武道館の建設、後悔の残ることとして義務教育費国庫負担の国の負担率引き下げを挙げた。

#### 歴史教科書採択問題
2001年、2002年の県立中学（中高一貫校）、県立学校の教科書採択に際し、注目された歴史教科書について、賛否両論があるなか、「扶桑社版がベスト」と発言。県教育委員会は扶桑社版（いわゆる「つくる会」教科書）を採用。当時の県教育長も知事の意向を汲んだとの発言をしており、一部では知事の教育への介入ではないかと議論を呼んだ。採択理由について当時の土居教育委員会委員長は記者会見で「自国の文化と伝統の特色を広い立場から考えさせ、国民としての自覚を育てるという（学習指導要領の）教育目標に最も沿った教科書と判断した」と述べた。
2005年8月の採択でも、県立学校では扶桑社版を引き続き採用した。
2009年8月の採択では、県教育委員会による県立学校の扶桑社版歴史教科書採用に続き、今治市と越智郡上島町の教育委員会でも、2010年度から管内の公立中学校で扶桑社版の歴史および公民教科書を採用することを決めた。

### 知事退任後
2011年度より大阪国際大学客員教授を務めた。2012年、秋の叙勲において旭日重光章を受章。2013年1月から2015年10月まで教育再生実行会議委員を務めた。
2020年3月21日、骨髄異形成症候群のため死去。85歳没。死没日をもって正四位に叙される。

## 発言

### 飲酒運転で摘発された県議
2004年1月18日、愛媛県松山南警察署が行った飲酒検問で西条市選出の渡部浩自民党県議が飲酒運転の現行犯で逮捕された。議会からは「自発的な辞職を求めるべきだ」との声が上がったが、知事は22日の会見で「適切ではなく、大変残念だ」と表明しながら、議会が求めている議員辞職については「県議としての活動が継続出来なくなるような重大な事態とまでは思っていない。進退は御本人が判断されること」とコメントした。

### 加計学園問題

#### 「ゆがめられた行政が正された」「報道しない自由」
前愛媛県知事として、今治市の特区申請に関して役所への事前相談を行っていたことから、2017年7月10日、24-25日の閉会中審査に呼ばれ、加計学園問題に関する答弁を行った。その際一部メディアにしか報道されず、報道しない自由が行使されたと批判している。
- 2017年7月10日の閉会中審査では「愛媛県にとっては、12年間加計ありきだった。今さら1、2年の間で加計ありきじゃない」、「10年間、我慢させられてきた岩盤規制にドリルで穴を開けていただいた。『ゆがめられてきた行政が正された』というのが正しい発言ではないか」などと述べる[16]。この発言を朝日新聞と毎日新聞は報じなかった[16][17]。
- 2017年7月24日閉会中審査では「安倍首相にかけられた、あらぬ濡れ衣を晴らす役に立ちたい」と発言[18]。夕刊フジは、この発言を朝日新聞と毎日新聞は報じなかったとしている[19]。
- 7月25日の閉会中審査で、青山繁晴が7月10日の閉会中審査の報道について、「加戸参考人が経緯を含めて、とても分かりやすくお話しいただいたが、ほとんど報道されなかった。ちなみに、僕という国会議員は、この世にいないかのような扱いになっていたが、それは、有権者には申し訳ないけど、はっきり言ってどうでもよいこと。問題は、当事者の前川参考人と並んで、一方の当事者の加戸参考人が、まるでいなかったがごとく扱われたということ」とメディアを批判。加戸に「今回のメディアの様子を含めて、社会の様子を、どのようにお考えか」と質問、加戸は「私も霞が関で30数年生活し、私の知る限り今まで、メディア批判をして勝った官僚、政治家は誰一人いないだろうと思っているし、ここで何を申し上げてもせんないことかなと感じている」[20]、「報道しない自由があるのも有力な手段、印象操作も有力な手段。マスコミ自体が謙虚に受け止めていただくしかない」と発言している[21][注 1]。J-CASTによると、この発言を紙面で報じたのは毎日新聞のみ、産経新聞はウェブサイトのみ、朝日新聞と読売新聞は報じなかった[20]。
- 同日の閉会中審査で、加戸が取材時にテレビ局に見せられた前川のインタビュー映像で、加戸が第2次安倍内閣で教育再生実行会議の委員になった理由を、前川が「あれは安倍首相が加戸さんに加計学園の獣医学部の設置を会議で発言してもらうために頼んだんですよ」と述べた映像を見たため、その場で記者に否定し「安倍首相が加戸氏に頼んだ」という部分は全国放送されなかったと主張している[22]。加戸は「（前川氏は）安倍首相をたたくために、全国に流れるテレビの取材に応じた。私の取材ができていなければ、流れていたかもしれない」とし、「なぜ虚構の話をするのか。作り話をしなければならない彼の心情が理解できない」と前川を批判している[22][21][23][注 2]。産経新聞によると、この発言を朝日新聞は一切報じず、直後に前川が答弁した「誤解だ。『総理に頼まれてその発言をした』と言った覚えはない[22]」という発言のみを報じた[25]。

#### 「NHKは朝日や毎日よりも偏向がひどい」
加計学園問題の報道について、会長が代わってからのNHKの報道姿勢は朝日新聞や毎日新聞よりも偏向がひどく、TBSと変わらないほどだと批判している。
TBSなどが、前川喜平によるものとされる「安倍晋三首相が加戸に教育再生会議の委員を頼んで獣医学部の話をした」という証言を報じた後、加戸はNHKのインタビューを受け「加戸さんは頼まれて、教育再生会議で獣医学部の話をしたんですか」と聞かれたという。加戸は否定したが、NHKはその後も同じ質問を繰り返し、結局4回も同じことを聞かれその度に否定することになったと述べている。加戸は、このインタビュー内容が一切報じられなかったしてNHKを非難し、産経新聞は、NHKは自分の主張に沿わない意見を述べた加戸氏の発言を封殺したのではないか」と疑問を呈している。

### 鹿野川ダム誤認発言
2019年7月4日、第25回参議院議員通常選挙の愛媛県選挙区に立候補したらくさぶろう（自民党新人）の出陣式にて、加戸は2017年に完成を予定していた鹿野川ダムの改造工事が旧民主党政権下で3年間凍結され、その結果、2018年7月の西日本豪雨での犠牲者などの被害を防ぐことが出来なかったと主張。その責任は当時の民主党議員で同選挙区から立候補している永江孝子（無所属新人）にあると批判した。しかし、国土交通省山鳥坂ダム工事事務所によると、実際は事業凍結されておらず、完成が遅れたのも地質上の問題であると指摘。加戸の発言は事実ではなかった。市民団体からも抗議を受けたため、らくさぶろうの選挙事務所は該当発言のブログ記事や動画のリンクを削除する措置を執った。なお、同選挙で永江が当選し、らくさぶろうは落選した。

## 著作
- 『著作権法逐条講義』著作権資料協会、1974年8月。全国書誌番号:72005537。
  - 『著作権法逐条講義』（改訂版）著作権資料協会、1977年12月。全国書誌番号:78007533。
  - 『著作権法逐条講義』（3訂版）著作権資料協会、1979年4月。全国書誌番号:79028386。
  - 『著作権法逐条講義』（全訂版）著作権資料協会、1989年2月。全国書誌番号:89026332。
  - 『著作権法逐条講義』（新版）著作権資料協会、1991年11月。全国書誌番号:92007469。
  - 『著作権法逐条講義』（改訂新版）著作権資料協会、1994年10月。ISBN 9784885260018。全国書誌番号:95022775。
  - 『著作権法逐条講義』（3訂新版）著作権資料協会、2000年3月。ISBN 9784885260261。全国書誌番号:20079122。
  - 『著作権法逐条講義』（4訂新版）著作権資料協会、2003年6月。ISBN 9784885260407。全国書誌番号:20479746。
  - 『著作権法逐条講義』（5訂新版）著作権資料協会、2006年3月。ISBN 9784885260520。全国書誌番号:21015784。
  - 『著作権法逐条講義』（6訂新版）著作権資料協会、2013年8月。ISBN 9784885260735。全国書誌番号:22297577。
- 『著作権制度の課題と展望 創立25周年記念講演会』著作権資料協会〈著作権シリーズ 72〉、1985年1月。
- 『我が流儀は「加戸流」 南海放送ラジオ番組「加戸さんの今日もあなたと」より』愛媛ジャーナル、2001年12月。全国書誌番号:22804948。
  - 『我が流儀は「加戸流」 南海放送ラジオ番組「加戸さんの今日もあなたと」より part2』元気えひめの会、2009年3月。全国書誌番号:21584668。
  - 『我が流儀は「加戸流」 南海放送ラジオ番組「加戸さんの今日もあなたと」より part3』元気えひめの会、2009年3月。全国書誌番号:21584669。
  - 『我が流儀は「加戸流」 南海放送ラジオ番組「加戸さんの今日もあなたと」より part4』元気えひめの会、2011年1月。全国書誌番号:21901402。
  - 『我が流儀は「加戸流」 南海放送ラジオ番組「加戸さんの今日もあなたと」より part5』元気えひめの会、2011年1月。全国書誌番号:21901403。
- 『ふるさと愛媛に愛と心を 「加戸流県政改革」3期12年』愛媛ジャーナル、2010年12月。全国書誌番号:21877254。
- 『日本の魂―加戸守行遺稿撰』 明成社、2021年6月

### 編集
- 加戸守行・下村哲夫編集代表 編『初任者研修指導者必携（加除式）』第一法規出版、1989年4月。ISBN 9784474618237。全国書誌番号:20651791。

### 監修
- 『初任者研修実務ハンドブック 計画と効果的実践のために』加戸守行・牧昌見監修、第一法規出版、1988年10月。ISBN 9784474047228。全国書誌番号:89004499。

## 家族
- 兄（加戸弘二） - 医療法人弘友会会長（加戸病院初代院長）[30]。